# David Seidl
David Seidl (* 1971) ist ein deutscher Ökonom. Seit 2008 ist er ordentlicher Professor für Betriebswirtschaftslehre, insbesondere Organisation und Management an der Universität Zürich.

## Werdegang
Von 1991 bis 1996 studierte Seidl an der Ludwig-Maximilians-Universität München Betriebswirtschaftslehre und Soziologie mit einem Jahr Auslandsstudium an der City University London. Nach einem Jahr als Dozent an der Universität Witten/Herdecke studierte Seidl von 1996 bis 2000 an der University of Cambridge und wurde dort mit einer Arbeit über Organisationsidentität und Selbsttransformation vor dem Hintergrund der Systemtheorie nach Luhmann promoviert. Von 2001 bis 2004 forschte Seidl in München. 2004 übernahm er zusätzlich eine Gastprofessur in München, wo er sich auf die Habilitation vorbereitete. 2008 habilitierte Seidl mit dem Thema „Strategy as Practice“ an der Helmut-Schmidt-Universität (Hamburg).
Bis 2014 war Seidl Mitglied des Boards der European Group for Organizational Studies.
Heute ist David Seidl Professor an der Universität Zürich.

## Interessen
Als besondere Interessen nennt Seidl Corporate Governance, Organisationstheorie, Strategie als Praxis und strategisches Consulting.

## Bibliografie
- Golsorkhi, D., Rouleau, L., Seidl, D. and Vaara, E. (eds.) (2010) Cambridge Handbook of Strategy-as-Practice. Cambridge: Cambridge University Press.
- Ricken, B. and Seidl, D. (2010) Unsichtbare Strukturen: Wie sich soziale Netzwerke im Unternehmen nutzen lassen. Gabler: Wiesbaden.
- Kirsch, W., Seidl, D. and van Aaken, D. (2010) Evolutionäre Organisationstheorie. Stuttgart: Schäffer-Poeschel.
- Kirsch, W., Seidl, D. und van Aaken, D. (2009) Unternehmensführung. Eine evolutionäre Perspektive. Stuttgart: Schäffer-Poeschel.
- Kirsch, W., Seidl, D. and van Aaken, D. (2007) Betriebswirtschaftliche Forschung: Grundlagenfragen und Anwendungsorientierung. Stuttgart: Schäffer-Poeschel.
- Seidl, D. (2005) Organisational Identity and Self-transformation. An Autopoietic Perspective. Aldershot: Ashgate.
- Seidl, D. and Becker, K.H. (eds.) (2005) Niklas Luhmann and Organization Studies. Copenhagen und Malmö: Copenhagen Business School Press and Liber.
- Seidl, D., Kirsch, W. und Linder, M. (eds.) (2005) Grenzen der Strategieberatung. Ein Dialog zwischen Wissenschaft, Beratung und Klienten. Bern: Haupt.